# Синхрон
Синхро́н (от др.-греч. σύν, σύγ — «вместе» + χρόνος — «время») — жаргонный термин, распространённый на телевидении и в кинематографе и обозначающий изображение говорящего человека, сопровождаемое звуком его речи. Синхрон является обязательным структурным элементом телевизионного репортажа или документального фильма и содержит фрагменты интервью участников освещаемого события.

## Общие сведения
Термин появился на телевидении в то время, когда новости ещё снимались кинокамерой. Преобладавшие на тот момент технологии предусматривали необходимость синхронизации изображения и звука на разных носителях: киноплёнке и магнитной ленте. Это называлось «съёмкой на две плёнки» или просто «синхроном». С появлением новых технологий, в которых запись изображения и звука чаще всего происходит на общий носитель, термин не утратил своего значения и продолжает использоваться в телевизионном сленге.
Наличие синхрона в информационном репортаже является обязательным. Он используется для того, чтобы эмоционально объяснить событие, прояснить отношение участников и показать их оценку этого события. Длительность синхрона не должна превышать 12—15 секунд.

## Типы синхронов
- Свидетельские показания;
- Эмоциональный синхрон.

Для каждого типа синхронов существуют свои требования. Свидетельские показания, которые носят сенсационный характер, будут интересны зрителю, если:
- человек в кадре говорит то, что является абсолютной новостью;
- человек действительно является первым лицом (а не заместителем, пресс-секретарём и т. п.);
- соблюдается принцип эксклюзивности интервью;
- сама информация будет затрагивать жизнь каждого телезрителя.

Обязательные условия для эмоционального синхрона:
- герой, которому зритель не может не поверить (старики, дети);
- его яркая, образная речь;
- интервью записано в той обстановке, которая способна передать эмоции.

## Виды получения синхрона
- интервью;
- пресс-конференция;
- брифинг;
- групповое экспресс-интервью.

## Правила получения синхрона
- Репортёр всегда должен добиваться того ответа, который ему нужен;
- Правильный вопрос тот, ответ на который журналист знает заранее;
- Репортёр не должен спрашивать о том, о чём можно сказать за кадром;
- Журналист не должен спрашивать о том, о чём можно рассказать в кадре.

## Законы синхрона в репортаже
- В сюжете, хронометраж которого не превышает двух минут, может быть не более четырёх синхронов;
- В сюжете не может быть больше трёх синхронов одного человека;
- Оптимальное число синхронов для сюжета хронометражем до двух минут: два — для героя и два — для очевидцев;
- Допускается начинать и заканчивать телевизионные сюжеты эмоциональными синхронами при подготовке проблемных материалов, а также если речь идёт о материалах с места трагедии.